# Matthias Erici
Matthias Erici (Angermannus), död 1643 i Skeppsås socken, Östergötlands län, var en svensk kyrkoherde i Skeppsås församling.

## Biografi
Matthias Erici kallades Angermannus och blev komminister i Kärna församling, Kärna pastorat. Han skrev under Uppsala möte 1593 och blev 1604 kyrkoherde i Skeppsås församling, Skeppsås pastorat. Erici blev 1626 prost. Han överlämnade pastoratet 1628 till kyrkoherden Ericus Laurentij och bosattes sig på gården Hinstorp i Skeppsås socken. Erici avled 1643 på Hinstorp i Skeppsås socken.

### Familj
Erici gifte sig med en dotter till kyrkoherden Erlandus i Östra Ny socken. Hon hade tidigare varit gift med kyrkoherden Sveno Cnattingius i Skeppsås socken och kyrkoherden Johannes Eld i Skeppsås socken. Erici och Erlandus dotter fick tillsammans en dotter som kom att gifte sig med kyrkoherden Ericus Laurentij i Skeppsås socken och kyrkoherden Petrus Johannis i Skeppsås socken.